# Bright Dike
Chinedu "Bright" Dike (Edmond, Oklahoma, 2 de febrero de 1987) es un exfutbolista que jugaba como delantero. Nacido en los Estados Unidos, jugó para la selección nacional de Nigeria.

## Fútbol Profesional
Antes de su carrera profesional, Dike jugó con los Fighting Irish de la Universidad de Notre Dame. Fue seleccionado por Columbus Crew en el SuperDraft de la MLS 2010, pero fue cortado. Después empezó su carrera profesional con Portland Timbers en USL, la liga menor de fútbol estadounidense.
Dike marcó 10 goles con los Timbers en 2010. Firmó un contrato con MLS cuando Portland cambió ligas en 2011.
Entre septiembre de 2013 y agosto de 2015 jugó para el equipo canadiense Toronto FC.
Posteriormente actuó en el fútbol de Rusia y de Malasia. 

## Selección nacional
Dike fue convocado para integrar la selección de fútbol de Nigeria en varias oportunidades entre 2012 y 2014. Anotó dos goles en partidos amistosos: uno contra Cataluña en enero de 2013 y otro contra Italia en noviembre de ese año.